# Luca Wadding
Luca Wadding (Luke Wadding, lat. Lucas Waddingus, gael. Lucás Uaidín, nei testi antichi spesso italianizzato in Vadingo) (Waterford, 16 ottobre 1588 – Roma, 18 novembre 1657) è stato un francescano e storico irlandese.

## Biografia
Luca Wadding nacque nel 1588 a Waterford, capitale dell'omonima contea irlandese, da Walter Wadding di Waterford, un ricco mercante, e da Anastasia Lombard (sorella dell'Arcivescovo di Armagh, nonché Primate d'Irlanda). Ricevette la prima educazione a Waterford, dalla signora Jane Barden; successivamente, venne inviato a Kilkenny presso la scuola di Peter White. È ascrivibile a questi anni la perdita di entrambi i genitori, a distanza di pochi mesi uno dall'altro. I suoi più vicini parenti decisero di inviare Luca nel continente, per completare la formazione (1604). Il fratello maggiore, Matteo, lo accompagna in Portogallo e lo affida ai gesuiti del Collegio irlandese di Lisbona. Vi rimase per circa due anni, durante i quali strinse alcune solide amicizie, tra cui Synott Richard, in seguito soldato che perì combattendo nelle cosiddette Guerre dei tre regni.
Lasciato il collegio irlandese, Luca trascorse un breve periodo di tempo con la famiglia del fratello Matteo, nei pressi di Porto. Entrò nell'Ordine francescano nel 1607, frequentando il noviziato a Matosinhos; terminato il periodo di noviziato, i superiori lo mandarono a studiare teologia a Coimbra, a quei tempi una delle più grandi università in Europa. Si distinse nello studio della Sacra Scrittura e nell'archeologia biblica. Qui, per comprendere più profondamente gli insegnamenti della cultura semitica, imparò la lingua ebraica da un amico ebreo.
Ordinato sacerdote nel 1613 da Giovanni Emanuel, vescovo di Viseu, nel 1617 fu nominato preside del collegio irlandese presso l'Università di Salamanca, Maestro degli studenti e professore di teologia. In questi anni, la cerchia delle amicizie si ampliò ulteriormente, tanto da annoverare tra gli amici Antonio Trejo de Sande, frate minore e vescovo di Cartagena, nominato nel 1618 dal re Filippo III di Spagna ambasciatore speciale presso il pontefice Paolo V. In questa sua missione, Antonio Trejo prende Luca Wadding come suo teologo personale e lo porta con sé a Roma.
Qui Wadding raccolse i fondi per quello che diventerà il Collegio irlandese di Sant'Isidoro a Roma, destinato alla formazione dei sacerdoti irlandesi, inaugurato nel 24 giugno 1625, con quattro docenti: Anthony O'Hicidh, Martin Breatanach, Patrick Fleming e John Ponce. Wadding contribuì a dotare il collegio di una sostanziosa biblioteca (circa cinquemila libri stampati e ottocento manoscritti), arrivando nei primi anni a ospitare già trenta studenti residenti. Wadding fu rettore del collegio per quindici anni. Dal 1630 al 1634 è stato procuratore dei francescani a Roma, e vice commissario nel triennio 1645-1648.
Wadding non nascose mai il suo grande amore per la patria, l'Irlanda. Nel 1641 si schierò con i ribelli che in patria si opposero al potere della corona di Inghilterra e divenne un sostenitore della causa irlandese a Roma, inviando diversi aiuti. Con i suoi sforzi, fece in modo che il giorno della memoria di san Patrizio divenisse in Irlanda giorno di festa nazionale. Indusse inoltre il pontefice Innocenzo X a inviare come suo legato diplomatico in Irlanda l'arcivescovo Giovanni Battista Rinuccini. Negli anni a venire, la stima acquisita da Wadding in patria fu tale che la confederazione cattolica di Kilkenny scrisse una petizione al pontefice Urbano VIII per assegnare al Wadding la berretta cardinalizia. La petizione venne però intercettata e rimase negli archivi del Collegio irlandese.
Degna di nota è la sua attività di committente d'arte, dovuta principalmente al rifacimento e alla decorazione della chiesa di Sant'Isidoro, per la quale si servì dell'opera di importanti architetti, stuccatori, scalpellini e pittori, tra cui si possono ricordare Andrea Sacchi e Carlo Maratti.
Morì il 18 novembre 1657 ed è sepolto nella chiesa di Sant'Isidoro, a Roma.

## Opere
Wadding è stato un prolifico scrittore. La dottrina dell'Immacolata Concezione e gli studi sull'opera di Duns Scoto hanno sempre attratto la sua attenzione. Del Doctor Subtilis pubblicò un'edizione delle opere, così come curò la prima edizione delle opere di Francesco d'Assisi. Tuttavia, il maggior apporto - a cui la storiografia francescana gli sarà poi debitrice - è la sua opera Annales Minorum. Tra le opere principali:
- De Hebraicæ linguæ origine, præstantia, et utilitate, 1622. Saggio anteposto alle Concordantiae sacrorum Bibliorum hebraicorum di Mario da Calascio, che Wadding preparò per la stampa nel 1621.[1]
- Annales Minorum. In quibus res omnes trium ordinum a s. Francisco institutorum ponderosius et ex fide asseruntur, et praeclara quaeque monumenta ab obliuione vendicantur, 8 voll., Sumptibus Claudii Landry, Lugduni 1625-1654.
- Opuscula B. P. Francisci Assisiatis. Iampridem ab adm R.P. Fr. Luca VVaddingo Hiberno Ordin. Minor. Reg. Obseru. theolog. et Seraphici religionis generali chronologo, collecta, distincta, notis & commentarijs asceticis illustrata, apud Lazarum Scorigium, Neapoli 1635.
- Vita et res gestae. B. Petri Thomae Aquitani, ex ordine B. Mariae Virginis a Monte Carmelo patriarchae Constantinopolitani, sumptibus Laurentii Durand, Lugduni 1637.
- Πρεσβεία siue Legatio Philippi III et IIII catholicorum regum Hispaniarum ad SS. DD. NN. Paulum PP. V et Gregorium XV de definienda controversia Immaculatae Conceptionis B. Virginis Mariae, per illustriss. & reuerendiss. dom. D. Fr. Antonium a Trejo, episcop. Carthaginensium, Ex officina Henrici Hastenii, vrbis & Academiae typographi, Louanii 1624.
- Assertiones selectae ex vniuersa theologia. Ad mentem subtilissimi doctoris, Apud Haeredem Bartholomaei Zannetti, Romae 1625.
- Vita R.P.F. Ioannis Duns Scoti ordinis Minorum Doctoris Subtilis, Typis F. Waudraei filij sub Biblijs, Montibus 1644.
- Scriptores Ordinis Minorum quibus accessit syllabus illorum qui ex eodem Ordine pro fide Christi fortiter occubuerunt, priores atramento, posteriores sanguin. christianam religionem asseruerunt, recensuit Fr. Lucas Waddingus ejusdem Instituti Theologus, ex Typographia Francisci Alberti Tani, Romae 1650.

## Curiosità
- Nel 2000 il Waterford Institute of Technology dedicò a Luca Wadding la nuova biblioteca.
- Il 26 gennaio 2007 l'Archivio generale dell'Ordine dei Frati Minori di Roma è stato dedicato a Luca Wadding.